# Stanley Motta
Stanley Beresford Brandon Motta (ur. 5 października 1915 w Kingston, zm. 22 marca 1993 tamże) – jamajski producent muzyczny, założyciel pierwszego na wyspie studia nagraniowego Motta’s Recording Studio.

## Życiorys
Urodził się i dorastał w stolicy Jamajki w rodzinie Żydów sefardyjskich. Jako nastolatek przyuczał się do zawodu mechanika, praktykując w warsztacie samochodowym wujka. W wieku 16 lat otworzył przy 10C East Street niewielki sklepik z częściami zamiennymi do radioodbiorników. Trzy lata później zdobył rozgłos, jako pierwszy oferując w sprzedaży nowoczesny amerykański system oświetleniowy Sylvania; wkrótce mógł sobie pozwolić na przeniesienie sklepu z częściami elektronicznymi do większego lokalu przy 109 Harbour Street. W grudniu 1951 roku na zapleczu stolarni przy 93 Hanover Street zorganizował i wyposażył pierwsze na Jamajce studio nagraniowe, Motta’s Recording Studio, stając się wiodącym wydawcą płyt winylowych z muzyką mento. Kierował działalnością studia do roku 1957, kiedy to zdecydował o jego zamknięciu w związku z malejącą (na rzecz amerykańskiego R&B) popularnością mento. Ponownie skupił się wówczas na rozwoju swojej sieci sklepów elektronicznych, zaś po odsprzedaniu jej w roku 1986 spółce Mussori Ltd przeszedł na emeryturę. Zmarł 22 marca 1993 roku.